# Pledgdon Green
Pledgdon Green (of: Pledgdon) is een gehucht in het Engelse graafschap Essex. Het dorpje maakt deel uit van de civil parish Henham.[
Het landgoed Pledgdon Hall werd onder de naam 'Plicedana' vermeld in het Domesday Book van 1086. Men telde er indertijd 25 huishoudens en met een belastingopbrengst van 4,8 eenheden Geld was het een aanzienlijk bezit.